# Музей-квартира Льва Гумилёва
Музей-квартира Льва Гумилёва — филиал музея Анны Ахматовой в Фонтанном доме, открытый в Санкт-Петербурге в 2004 году. Расположен в квартире, где учёный и поэт Лев Николаевич Гумилёв провел последние годы жизни, с 1990 по 1992 годы.
Вдова Л. Н. Гумилёва, художница Наталья Викторовна Гумилёва (Симоно́вская), передала квартиру для организации в ней музея сразу после смерти мужа, однако его удалось открыть лишь спустя много лет. В квартире сохранена оригинальная обстановка, экспозиция включает множество вещей, которые принадлежали Л. Н. Гумилеву, в том числе подарки матери, Анны Ахматовой. Часть экспозиции посвящена отцу Л. Н. Гумилёва, поэту Николаю Гумилёву, а также «Таганцевскому делу», в результате которого он был расстрелян.
1 июня 2025 года музей был закрыт на обновление экспозиции.